# اشتفن بوتنر
اشتفن بوتنر (به آلمانی: Steffen Büttner) بازیکن فوتبال و مدافع اهل آلمان شرقی بود که از سال ۱۹۹۰ میلادی عضو تیم ملی فوتبال آلمان شرقی بوده‌است. وی در ۳ بازی ملی حضور داشته و در بازی‌های ملی‌اش گلی به ثمر نرساند. اشتفن بوتنر آخرین بازی ملی خود را در سال ۱۹۹۰ میلادی انجام داد.